# Roscanvel
Roscanvel település Franciaországban, Finistère megyében. Lakosainak száma 825 fő (2022. január 1.). Roscanvel Crozon községgel határos.

## Népesség
A település népessége az elmúlt években az alábbi módon változott:
| Lakosok száma | 613  | 697  | 740  | 1036 | 861  | 844  | 839  | 836  | 830  | 825  |
|               | 1968 | 1982 | 1990 | 2006 | 2013 | 2015 | 2017 | 2019 | 2020 | 2022 |